# Achill GAA
L'Achill GFC è un club di calcio gaelico che rappresenta l'isola di Achill e fu fondato nel 1941. La nascita della squadra fu abbastanza tardiva, il calcio gaelico si praticava già prima sull'isola ma i giocatori erano costretti a spostarsi per giocare in un club vero e proprio, per questo i numerosi villaggi di Achill decisero di dare vita ad una propria franchigia. Il maggior risultato mai ottenuto è stato il trionfo dei junior nel titolo della contea di Mayo del 1942.